# 孟龍符
孟龍符（もう りゅうふ、377年 - 409年）は、東晋の軍人。本貫は平昌郡安丘県。孟懐玉の弟にあたる。

## 経歴
孟綽の子として生まれた。胆気と膂力にすぐれ、若くして遊侠を好み、郷里で人士を集めた。早くから劉裕に知られ、劉裕が桓玄を討って建康を平定すると、龍符は建武参軍となった。江乗・羅落・覆舟で3戦して、いずれも戦功を挙げた。参鎮軍軍事となり、平昌県五等子に封じられ、寧遠将軍・淮陵郡太守の任を加えられた。劉藩・向靖とともに桓歆・桓石康を討ち、かれらを撃破した。建威将軍・東海郡太守に任じられた。北魏の斛蘭・索度真が東晋の北辺に侵入してくると、龍符は劉裕の命を受けて劉道憐とともに迎撃にあたり、1戦してこれを撃破した。斛蘭を追撃して光水溝の辺まで到達したが、戦傷を負って敗走した。
義熙5年（409年）、劉裕が南燕を討つと、龍符は車騎参軍となり、龍驤将軍・広川郡太守の任を加えられて、兵を率いて先鋒をつとめた。臨朐に進軍して、勝勢に乗じて単騎で深追いした。味方の後続が追いつけず、龍符は敵に包囲され、奮戦して戦死した。享年は33。青州刺史の位を追贈され、臨沅県男に追封された。
子はなく、弟の孟仙客の子の孟微生が封を嗣いだ。

## 伝記資料
- 『宋書』巻47 列伝第7
- 『南史』巻17 列伝第7